# Swingers
Swingers è un film del 1996 diretto da Doug Liman.

## Trama
Mike è un aspirante attore in cerca di fortuna a Los Angeles, ha appena rotto una relazione di sei anni con la fidanzata. Vedendolo abbattuto i suoi amici cercano di farlo reagire, passando le notti tra locali, feste alla moda, a parlare di cinema e a rimorchiare ragazze.

## Produzione
Questo è un film su un gruppo di uomini single affascinati dallo stile di vita del Rat Pack, pieno di riferimenti e citazioni cinematografiche che variano dai film di George Lucas American Graffiti e L'uomo che fuggì dal futuro ai film di Martin Scorsese e Quentin Tarantino, Quei bravi ragazzi e Le iene.